# Gabriella Willems
Gabriella (Gaby) Willems (Luik, 1 juli 1997) is een Belgisch judoka. Ze komt uit in de gewichtsklasse -70kg, waarin ze in 2024 een bronzen olympische medaille won.

## Carrière
Willems is aangesloten bij Judo Club Andrimont en Nippon club Napoli.
Willems behaalde onder meer zilver op de Grand Prix van Cancun in oktober 2018 en de Grand Slam van Düsseldorf in februari 2020. Daarnaast won ze brons op de Grand Prix van Den Haag in november 2018 en de Grand Slam van Tbilisi in maart 2021. Ook won ze brons op de European Open van Madrid in juni 2016, die van Praag in maart 2017 en die van Warschau in maart 2018. In 2016 was ze winnaar van de Europacup-wedstrijd te Uster. Ze werd Belgisch kampioen in 2016, 2017 en 2018.
In april 2021 liep ze een zware knieblessure op tijdens de Grand Slam van Antalya, waarbij ze haar ligamenten scheurde. Hierdoor miste ze de Olympische Zomerspelen van Tokio, waarvoor ze geplaatst was.
Op de Olympische Zomerspelen van Parijs in 2024 behaalde Willems een bronzen medaille via de herkansingen. In haar laatste kamp versloeg de judoka de Nederlandse Sanne van Dijke met een waza-ari.

## Privé
Willems groeide op in Barchon en liep school te Verviers. Aanvankelijk beoefende ze gymnastiek en zwemmen.
Willems heeft sinds 2016 een relatie met de Italiaan Christian Parlati, vice-wereldkampioen judo van 2022 in de -90 kg klasse. Sinds de Spelen van Tokyo in 2021 wonen en trainen ze samen in Napels.